# إدوارد إتش. تارانت
إدوارد إتش. تارانت هو سياسي أمريكي، ولد في 1799 في مقاطعة بامبرغ في الولايات المتحدة، وتوفي في 2 أغسطس 1858 في مقاطعة باركر في الولايات المتحدة.